# J Velorum
J Velorum è una stella gigante azzurra di magnitudine 4,5 situata nella costellazione delle Vele.

## Osservazione
Si tratta di una stella situata nell'emisfero celeste australe. La sua posizione è fortemente australe e ciò comporta che la stella sia osservabile prevalentemente dall'emisfero sud, dove si presenta circumpolare anche da gran parte delle regioni temperate; dall'emisfero nord la sua visibilità è invece limitata alle regioni temperate inferiori e alla fascia tropicale. La sua magnitudine pari a 4,5, fa sì che possa essere scorta solo con un cielo sufficientemente libero dagli effetti dell'inquinamento luminoso.
Il periodo migliore per la sua osservazione nel cielo serale ricade nei mesi compresi fra febbraio e giugno; nell'emisfero sud è visibile anche per buona parte dell'inverno, grazie alla declinazione australe della stella, mentre nell'emisfero nord può essere osservata limitatamente durante i mesi primaverili boreali.

## Caratteristiche fisiche
La stella è una gigante blu; possiede una magnitudine assoluta di -3,65 e la sua velocità radiale positiva indica che la stella si sta allontanando dal sistema solare.

## Sistema stellare
J Velorum è un sistema multiplo formato da 3 componenti. La componente principale A è una stella di magnitudine 4,5. La componente B è di magnitudine 8,4, separata da 7,2 secondi d'arco da A e con angolo di posizione di 102 gradi. La componente C è di magnitudine 9,5, separata da 36,8 secondi d'arco da A e con angolo di posizione di 190 gradi.